# Chevrolet Matiz
Der Chevrolet Matiz ist ein Kleinstwagen der südkoreanischen Automarke GM Daewoo. Die erste Generation (interne Typbezeichnung M100 / M150) wurde ab Ende 2004 in Europa nur knapp drei Monate als Chevrolet verkauft, in Mexiko bis 2009; dabei handelte es sich um den durch General Motors umbenannten Daewoo Matiz der überarbeiteten ersten Generation. Man hatte nämlich beschlossen, den Markennamen „Daewoo“ in Westeuropa aufzugeben. In Südkorea wird der Wagen jedoch weiterhin als Daewoo Matiz angeboten. In Osteuropa und China heißt das Modell Chevrolet Spark. In Mexiko war das Fahrzeug zunächst als Pontiac Matiz G2 erhältlich. Die zweite Generation (interne Typbezeichnung M200 / M250) ist unter dem Namen Chevrolet Spark Life bzw. Chevrolet ChevyTaxi in einigen lateinamerikanischen Märkten bis heute (2018) erhältlich.

## Erste Generation (2004–2018)

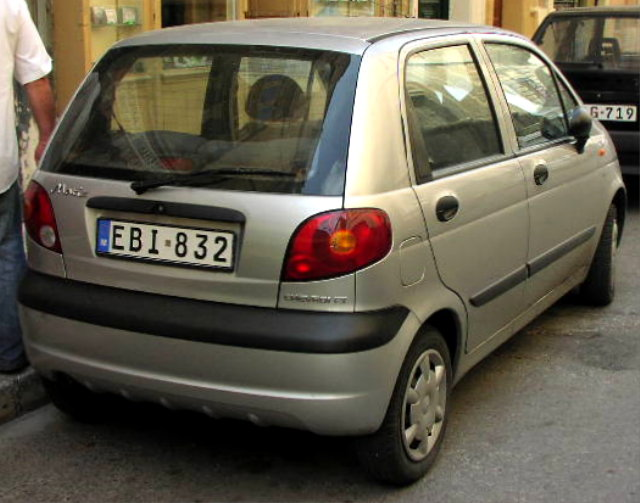
Heckansicht

Nachdem Ende 2004 General Motors in Europa alle Daewoo-Fahrzeuge als Chevrolet bezeichnete, wurde der Daewoo Matiz der ersten Generation (interne Typbezeichnung M100 / M150) ohne weitere Veränderungen in Chevrolet Matiz umbenannt. Lediglich die Markenlogos wurden ausgetauscht. In Mexiko wurde das Fahrzeug bis 2009 verkauft. In Usbekistan, wo das Fahrzeug durchgängig als Daewoo erhältlich war, lief die Produktion im Juli 2018 aus.
In China wurde das Fahrzeug als Chevrolet Lechi verkauft. Nach einer Überarbeitung im Jahr 2012 wurde der Kleinstwagen bis 2016 als Baojun Lechi verkauft.

## Zweite Generation (seit 2005)

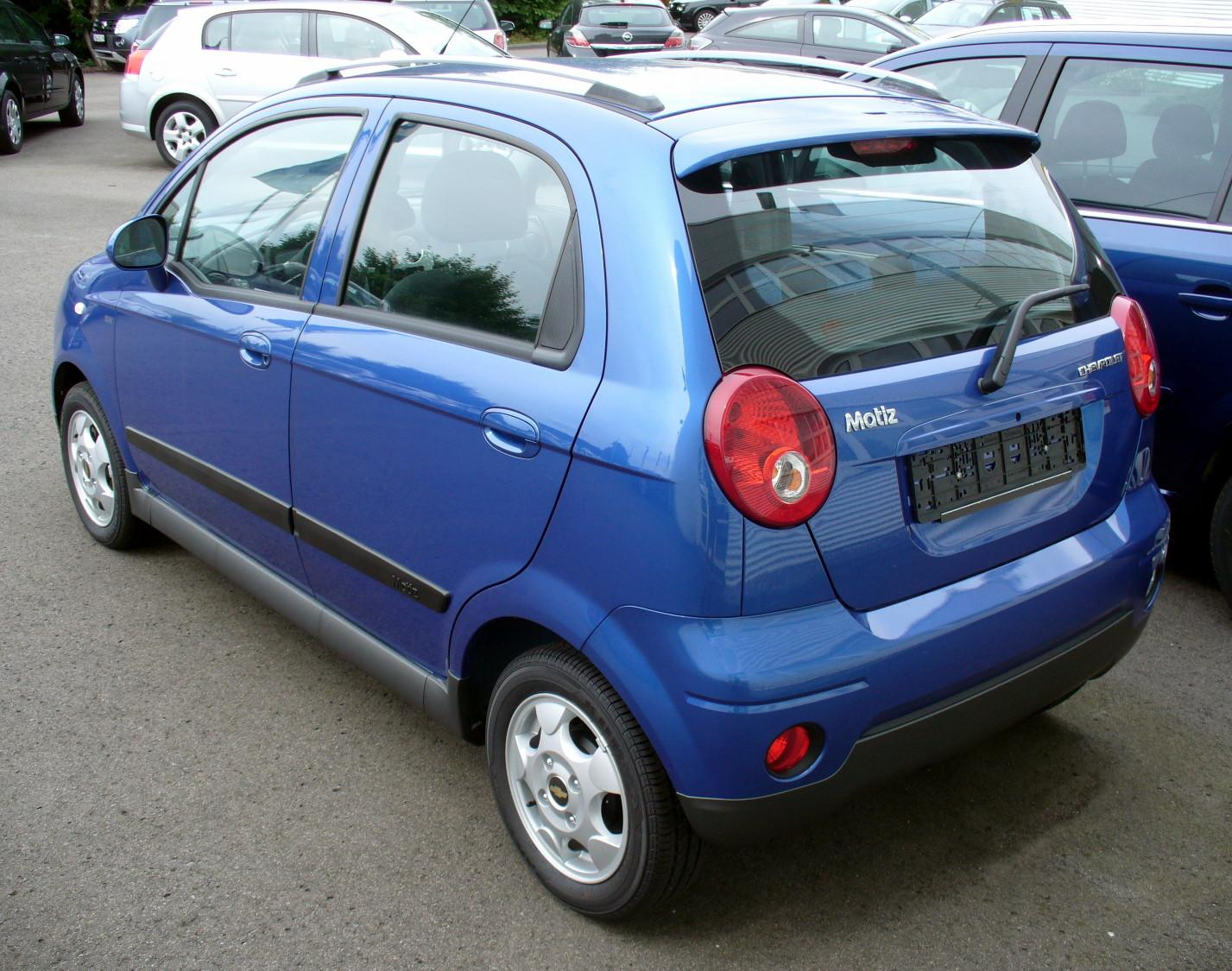
Heckansicht

Der Matiz der zweiten Generation  (interne Typbezeichnung M200 / M250) war in Europa von Frühjahr 2005 bis März 2010 auf dem Markt. Der technisch fast unveränderte Wagen ist an den neu gestalteten Scheinwerfern und der stärker abfallenden Dachlinie erkennbar. Nur die beiden teuersten Modelle SX und Automatik besitzen Seitenairbags. Beim Euro-NCAP-Crashtest wurde der Matiz im Jahr 2005 ohne Seitenairbags mit 2,5 von fünf möglichen Sternen bewertet.
Mitte 2008 erhielt der Matiz ein kleines Facelifting erkennbar an dem jetzt auf dem Kühlergrill angebrachten Markenemblem und einer größeren Kühleinlassöffnung, das Facelifting wurde formal erstmals auf der Barcelona Motor Show 2007 präsentiert.

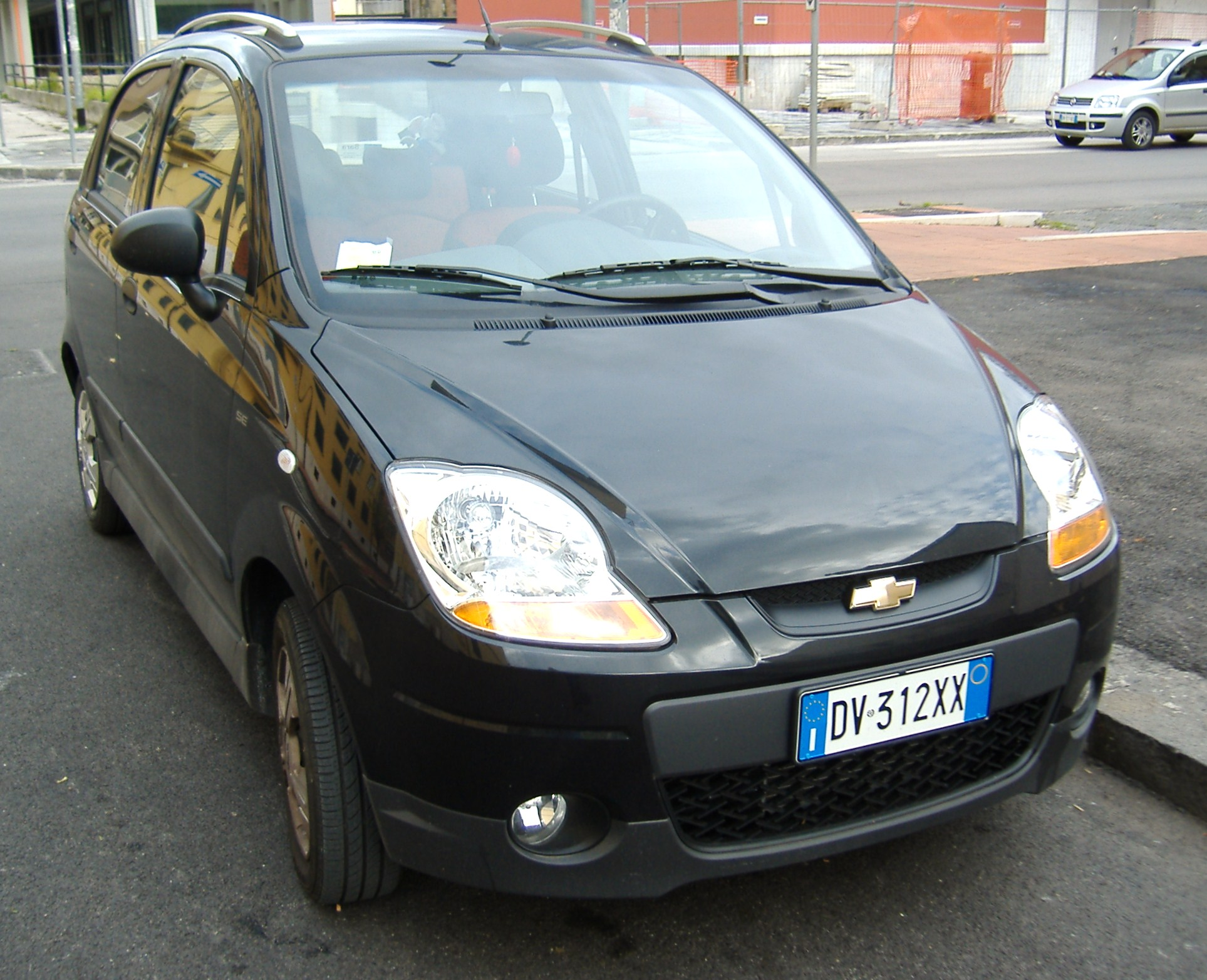
Frontansicht 2008–2010

Ein Dreizylindermotor mit 796 cm³ Hubraum und einer maximalen Leistung von 38 kW (52 PS) sowie ein Einliter-Vierzylinder mit einer maximalen Leistung von 49 kW (67 PS) standen zur Auswahl. Anstatt des 5-Gang-Schaltgetriebes ist in Verbindung mit dem kleineren Motor auch ein 4-Stufen-Automatikgetriebe erhältlich.

### Weiterbau nach 2010
Während der Matiz in Europa 2010 durch den Chevrolet Spark abgelöst wurde, wird er in einigen Ländern Lateinamerikas (z. B. Ecuador, Kolumbien) als preisgünstiges Einstiegsmodell weiterhin angeboten (Stand Mitte 2018). Der Name des Fahrzeugs wurde auf Chevrolet Spark Life geändert und 2014 erfolgte ein weiteres Facelifting. In Kolumbien wird auf Basis derselben Karosserie eine Taxiversion unter dem Namen Chevrolet ChevyTaxi angeboten. Beim 2014 von Latin NCAP durchgeführten Crashtest wurde das Fahrzeug mit null Sternen für Erwachsenensicherheit und mit zwei Sternen für Kindersicherheit bewertet.

### Technische Daten
| Modell                        | 0.8                        | 1.0                   |
| ----------------------------- | -------------------------- | --------------------- |
| Motorart                      | Ottomotor                  | Ottomotor             |
| Motorbauart                   | R3                         | R4                    |
| Hubraum in cm³                | 796                        | 995                   |
| max. Leistung in kW (PS)      | 38 (52) bei 6000/min       | 49 (67) bei 4200/min  |
| max. Drehmoment in Nm         | 72 bei 4400/min            | 91 bei 4200/min       |
| Höchstgeschwindigkeit in km/h | 145 (135)                  | 156                   |
| Beschleunigung, 0–100 km/h    | 18,2 s (21,9 s)            | 14,1 s                |
| Getriebe, serienmäßig         | 5-Gang-Schaltgetriebe      | 5-Gang-Schaltgetriebe |
| Getriebe, optional            | 4-Stufen-Automatikgetriebe | –                     |
| Verbrauch in l/100 km         | 5,2 (5,7)                  | 5,6                   |
| CO2-Emissionen in g/km        | 119 (132)                  | 137                   |

- Werte in runden Klammern gelten für Fahrzeuge mit Automatikgetriebe

## Zuverlässigkeit
Im von TÜV Süd durchgeführten TÜV Report 2017 landet der Chevrolet Matiz regelmäßig auf einem der hinteren Plätze. Bei den Fahrzeugen von sechs bis sieben Jahre hatten durchschnittlich 31,6 % einen erheblichen Mangel, bei denen von acht bis neun Jahren 30 % und bei denen von zehn bis elf Jahren 36,5 %.
In der Pannenstatistik des ADAC im Jahr 2008 hatten im Schnitt 54,1 von 1000 Chevrolet Matiz eine Panne, in der Pannenstatistik 2009 waren es im Schnitt 31,3 von 1000 Fahrzeugen. Häufig auftretende Probleme waren dabei vor allem gerissene Kupplungsseile, Probleme an der Beleuchtung, defekte Abgasrückführungen, Generatoren und Wegfahrsperren sowie feste Scheibenwischergestänge.

## Zulassungszahlen in Deutschland
Vor der Markenumbenennung führte das Kraftfahrt-Bundesamt die Baureihe bis 2005 als Daewoo Matiz auf. Seit 2005 bis einschließlich Dezember 2010 wurden insgesamt 54.125 Chevrolet Matiz neu zugelassen. Mit 17.895 Einheiten war 2009 das erfolgreichste Verkaufsjahr. Dies ist insbesondere auf die Umweltprämie zurückzuführen.
|  |

|  |

|  |

|  |

|  |

|  |

|  |

|  |

|  |

|  |

|  |

|  |

|  |

|  |

|  |

|  |

|  |

|  |

|  |

|  |

|  |

|  |

|  |

|  |

|  |

|  |

|  |

|  |

|  |

|  |

|  |

|  |

|  |

|  |

|  |

|  |

|  |

|  |

|  |

|  |

|  |

|  |

|  |

|  |

|  |

|  |

|  |

|  |

|  |

|  |

|  |

|  |

|  |

|  |

|  |

|  |

|  |

|  |

|  |

|  |

|  |

|  |

|  |

|  |

|  |

|  |

|  |

|  |

|  |

|  |

|  |

|  |

|  |

|  |

|  |

|  |

|  |

|  |

|  |

|  |

|  |

|  |

|  |

|  |

|  |

|  |

|  |

|  |

|  |

|  |

|  |

|  |

|  |

|  |

|  |

|  |

|  | Benziner (54.125) |

|  | Benziner (54.125) |